# Porto Grande
Porto Grande là một đô thị thuộc bang Amapá, Brasil. Đô thị này có diện tích 4402 km², dân số năm 2007 là 15328 người, mật độ 3,48 người/km².